# Thaumaglossa ghana
Thaumaglossa ghana es una especie de escarabajo de piel del género Thaumaglossa, de la familia Dermestidae, orden Coleoptera.

## Distribución
Se distribuye por África: Camerún, Ghana, Nigeria y Costa de Marfil.

## Taxonomía
Fue descrita por Háva en 2002.